# Slesvigsk Parti Folketingsvalg
|  | Denne artikel er oprettet af botten Steenthbot ud fra en ekstern database. Den kan derfor have sproglige fejl eller mangler. Denne skabelon kan fjernes efter kontrol af indholdet. |

Slesvigsk Parti Folketingsvalg er en dansk propagandafilm fra 1971.

## Handling
En valgfilm fra Slesvigsk Parti, det tyske mindretals parti, produceret til Folketingsvalget 1971. Filmen indleder med at gøre partiets hovedstandpunkt klart: "Problemer, som man ikke kender til i det øvrige Danmark, er hverdagsbegivenheder i grænselandet. Disse problemers løsning varetages derfor også bedst fra grænselandet selv. Problemerne er ens på begge sider af grænsen, så de må også løses sammen. Det regionale samarbejde skal derfor fremmes." Derefter præsenteres partiets folketingskandidater i et debatforum.